# Farsetia spinulosa
Farsetia spinulosa är en korsblommig växtart som beskrevs av Bengt Edvard Jonsell. Farsetia spinulosa ingår i släktet Farsetia och familjen korsblommiga växter. Inga underarter finns listade i Catalogue of Life.